# Daris Djezic
Daris Djezic (* 22. April 2006 in Hollabrunn) ist ein österreichischer Fußballspieler.

## Karriere

### Verein
Djezic begann seine Karriere bei der SV Stockerau. Zur Saison 2015/16 wechselte er zum SV Leobendorf. Zur Saison 2017/18 wechselte er zum SK Rapid Wien, bei dem er ab der Saison 2020/21 auch sämtliche Altersstufen in der Akademie durchlief. Im September 2023 spielte er erstmals für die Amateure der Rapidler in der Regionalliga. Bis Saisonende kam er zu zehn Einsätzen in der dritthöchsten Spielklasse. Mit Rapid II stieg er als Meister der Ostliga in die 2. Liga auf.
Sein Debüt in der 2. Liga gab er dann im August 2024, als er am ersten Spieltag der Saison 2024/25 gegen den SV Horn in der 62. Minute für Nikolaus Wurmbrand eingewechselt wurde.

### Nationalmannschaft
Djezic debütierte im Mai 2024 für die österreichische U-18-Auswahl.